# 河瀬神社 (彦根市)
河瀬神社 （かわせじんじゃ）は滋賀県彦根市に鎮座する神社である。『延喜式神名帳』にある近江国神埼郡の「川桁（かわけた）神社」の論社（式内社論社）とされる旧郷社。

## 祭神
現在の祭神は大穴牟遅神、誉田別尊、大山咋命の3柱であるが、式内「川桁神社」であった場合、本来の祭神を天湯川桁命とする説が多い。
商売の神様として古くから信仰を集めているという。また河瀬が為替と読めることから金融関係者の信仰も集めている。

## 由緒
創祀年代は不詳であるが、江戸時代までは「川桁神社」「桁の宮」「気多大明神」と称されていた。元亀元年（1570年）に河瀬庄の領主河瀬氏が社殿を修造するとともに供米田を寄進し、江戸時代を通じて彦根藩主井伊氏から崇敬され、大祭には奉行を差遣して祭事を警衛するを例としたという。また、滋賀県教育課編『神社由緒記』によると、延宝3年（1675年）2月に河瀬荘の旧領主であった河瀬壱岐守とその孫の河瀬隼人正が相殿神を勧請して再興したという。
明治になって「河瀬神社」と改称し、明治5年（1872年）1月17日に郷社に列せられ、同9年10月21日に一旦村社に降格したが、同14年2月1日に再度郷社に加列、同41年4月29日に神饌幣帛料供進神社の指定を受けた。2012年の彦根市教育委員会文化財課の調査によると河瀬神社付近の遺構が河瀬城のものと推定されている。

## 社殿
本殿は三間社流造。元治元年 （1864年）に京都府京都市にある賀茂別雷神社の社殿を移築したものである。他に、入母屋造の拝殿や神楽殿等がある。

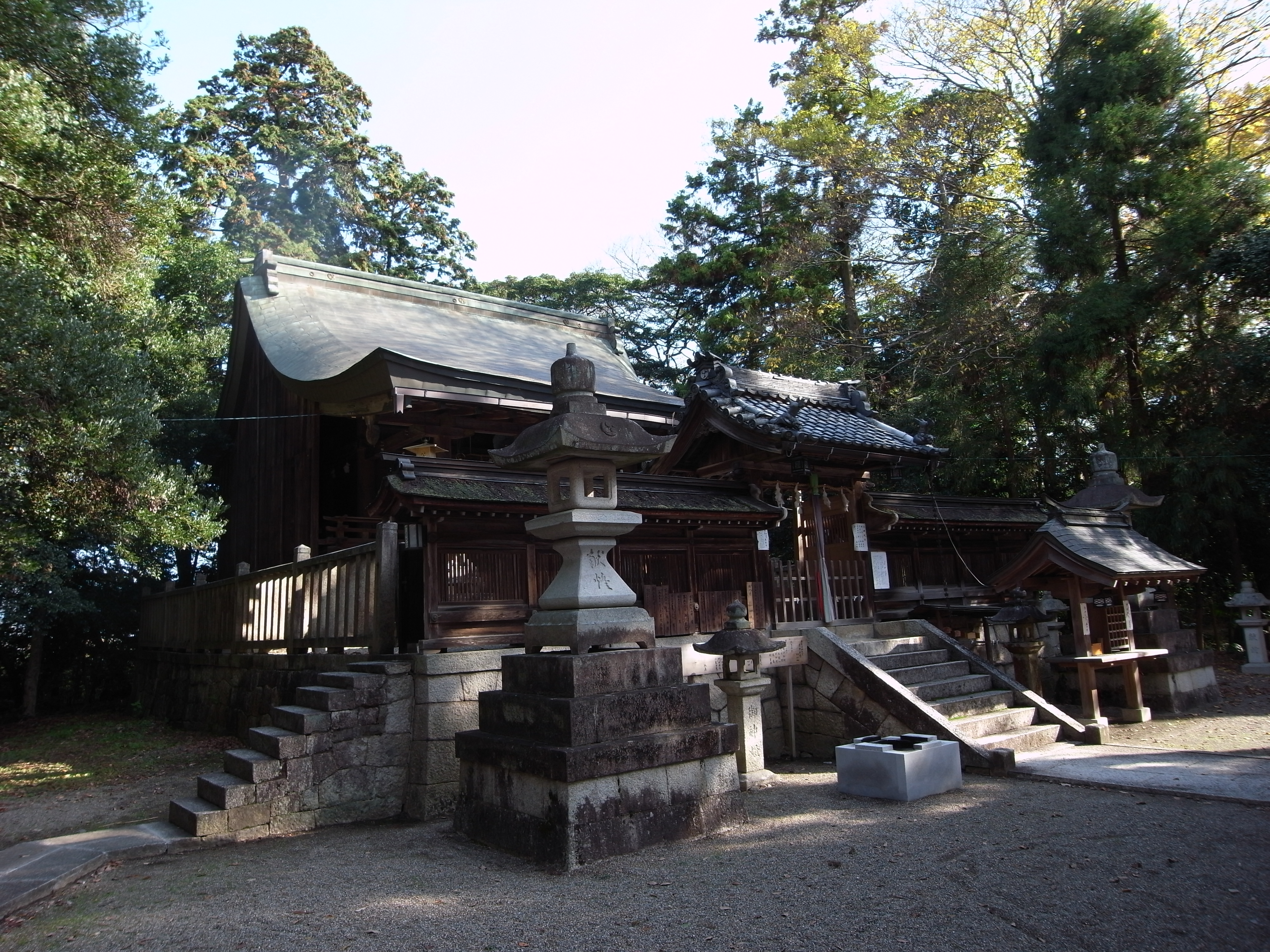
本殿遠景
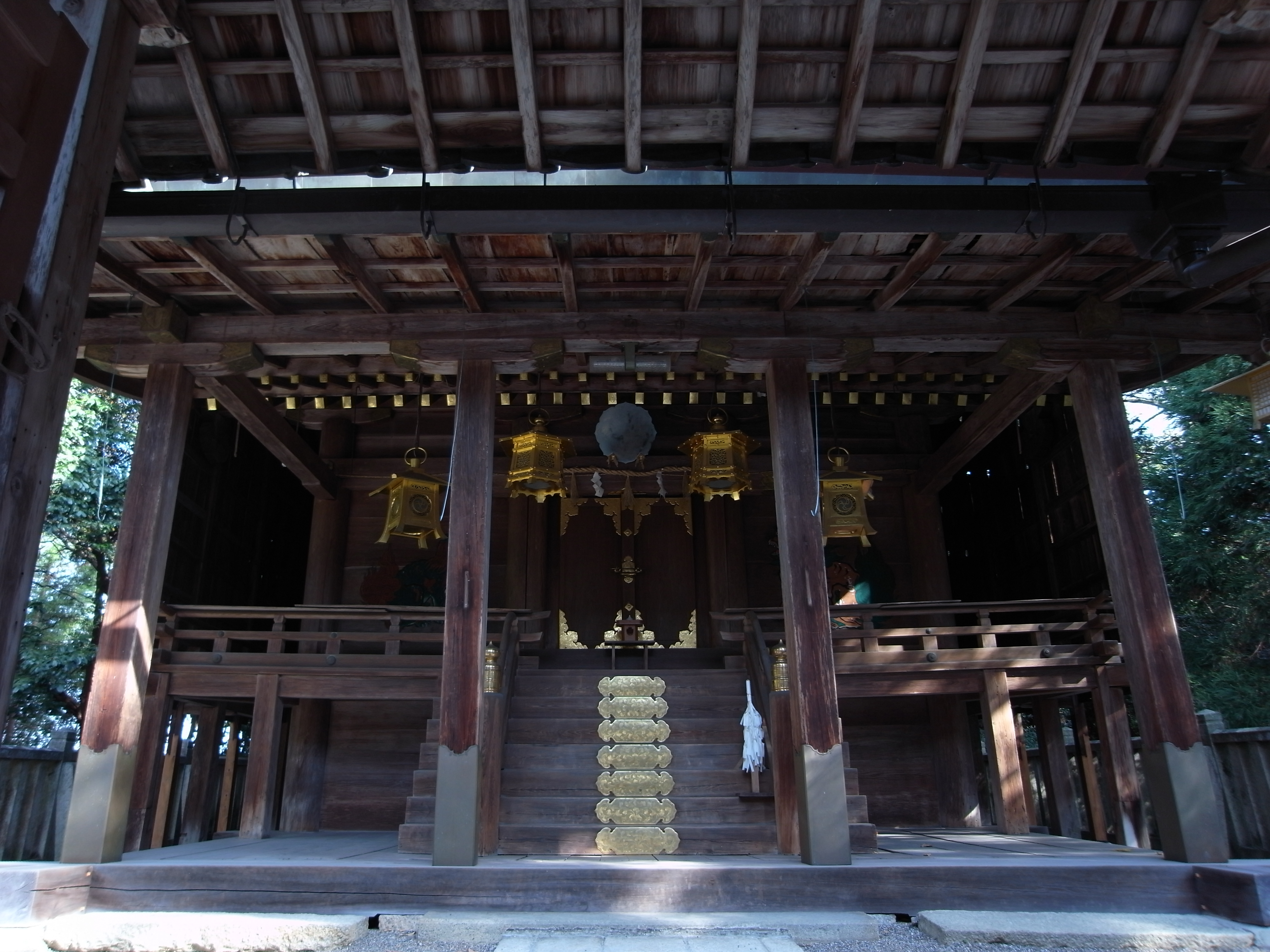
本殿正面

## 境内社
五十楼波神社、八幡社、若松神社、八大神社、天寧神社、神ノ木神社、辻中神社、天満宮社、天満神社

## 境内
- 馬頭人記念 種村源平碑

## 交通アクセス
- JR琵琶湖線（東海道本線）河瀬駅から愛のりタクシーかわせ（要予約）で川瀬馬場町公民館停留所下車、徒歩2分。
- 同駅から徒歩12分。